# Esqui estilo livre nos Jogos Olímpicos de Inverno de 2010 - Ski cross masculino
As competições de ski cross masculino do esqui estilo livre nos Jogos Olímpicos de Inverno de 2010 foram disputadas na Montanha Cypress, em West Vancouver, em 21 de fevereiro de 2010.

## Medalhistas
| Ouro   | SUI Michael Schmid |
| Prata  | AUT Andreas Matt   |
| Bronze | NOR Audun Grønvold |

## Resultados

### Qualificatória
| Pos. | Nº | Atleta                    | Tempo   | Notas |
| ---- | -- | ------------------------- | ------- | ----- |
| 1    | 4  | SUI Michael Schmid        | 1:12.53 | Q     |
| 2    | 6  | CAN Christopher Del Bosco | 1:12.89 | Q     |
| 3    | 13 | FRA Xavier Kuhn           | 1:12.91 | Q     |
| 4    | 5  | AUT Andreas Matt          | 1:13.13 | Q     |
| 5    | 14 | NOR Audun Grønvold        | 1:13.23 | Q     |
| 6    | 2  | AUT Thomas Zangerl        | 1:13.44 | Q     |
| 7    | 31 | SLO Filip Flisar          | 1:13.46 | Q     |
| 8    | 1  | GER Simon Stickl          | 1:13.49 | Q     |
| 9    | 27 | JAM Errol Kerr            | 1:13.71 | Q     |
| 10   | 11 | CAN Stanley Hayer         | 1:13.74 | Q     |
| 11   | 7  | CZE Tomáš Kraus           | 1:13.75 | Q     |
| 12   | 33 | AUS Scott Kneller         | 1:13.85 | Q     |
| 13   | 20 | FRA Enak Gavaggio         | 1:13.90 | Q     |
| 14   | 17 | FRA Sylvain Miaillier     | 1:13.91 | Q     |
| 14   | 16 | SUI Conradign Netzer      | 1:13.91 | Q     |
| 16   | 8  | FRA Ted Piccard           | 1:14.10 | Q     |
| 17   | 29 | NOR Anders Rekdal         | 1:14.17 | Q     |
| 18   | 12 | USA Casey Puckett         | 1:14.35 | Q     |
| 19   | 9  | SWE Lars Lewen            | 1:14.44 | Q     |
| 20   | 25 | RUS Egor Korotkov         | 1:14.54 | Q     |
| 21   | 32 | SWE Michael Forslund      | 1:14.66 | Q     |
| 21   | 23 | FIN Juha Haukkala         | 1:14.66 | Q     |
| 23   | 22 | SWE Tommy Eliasson        | 1:14.73 | Q     |
| 24   | 15 | USA Daron Rahlves         | 1:14.91 | Q     |
| 25   | 10 | CAN Davey Barr            | 1:14.98 | Q     |
| 26   | 21 | JPN Hiroomi Takizawa      | 1:15.03 | Q     |
| 27   | 19 | SUI Richard Spalinger     | 1:15.12 | Q     |
| 28   | 18 | AUT Patrick Koller        | 1:15.22 | Q     |
| 29   | 24 | GER Martin Fiala          | 1:15.88 | Q     |
| 30   | 26 | AUT Markus Wittner        | 1:15.91 | Q     |
| 31   | 3  | SUI Beni Hofer            | 1:16.18 | Q     |
| 32   | 30 | SWE Eric Iljans           | 1:16.34 | Q     |
| 33 ! | 28 | CZE Zdeněk Šafář          | DNF     |       |

### Fase eliminatória

#### Oitavas de final
Os 32 atletas mais rápidos da classificação avançaram às oitavas de final. Nesta fase, os competidores foram divididos em 8 grupos com 4 cada, e os dois melhores em cada corrida avançaram à próxima fase. 
| Pos. | Nº | Atleta             | Notas |
| ---- | -- | ------------------ | ----- |
| 1    | 1  | SUI Michael Schmid | Q     |
| 2    | 32 | SWE Eric Iljans    | Q     |
| 3    | 24 | USA Daron Rahlves  |       |
| 4    | 16 | FRA Ted Piccard    | DNF   |

| Pos. | N° | Atleta            | Notas |
| ---- | -- | ----------------- | ----- |
| 1    | 9  | JAM Errol Kerr    | Q     |
| 2    | 25 | CAN Davey Barr    | Q     |
| 3    | 8  | GER Simon Stickl  |       |
| 4    | 17 | NOR Anders Rekdal | DNF   |

| Pos. | Nº | Atleta                | Notas |
| ---- | -- | --------------------- | ----- |
| 1    | 11 | CZE Tomáš Kraus       | Q     |
| 2    | 27 | SUI Richard Spalinger | Q     |
| 3    | 6  | AUT Thomas Zangerl    |       |
| 4    | 19 | SWE Lars Lewen        |       |

| Pos. | Nº | Atleta               | Notas |
| ---- | -- | -------------------- | ----- |
| 1    | 13 | FRA Enak Gavaggio    | Q     |
| 2    | 4  | AUT Andreas Matt     | Q     |
| 3    | 29 | GER Martin Fiala     |       |
| 4    | 21 | SWE Michael Forslund |       |

| Pos. | Nº | Atleta                | Notas |
| ---- | -- | --------------------- | ----- |
| 1    | 14 | FRA Sylvain Miaillier | Q     |
| 2    | 30 | AUT Markus Wittner    | Q     |
| 3    | 22 | FIN Juha Haukkala     |       |
| 4    | 3  | FRA Xavier Kuhn       | DNF   |

| Pos. | Nº | Atleta             | Notas |
| ---- | -- | ------------------ | ----- |
| 1    | 5  | NOR Audun Grønvold | Q     |
| 2    | 12 | AUS Scott Kneller  | Q     |
| 3    | 20 | RUS Egor Korotkov  |       |
| 4    | 28 | AUT Patrick Koller |       |

| Pos. | Nº | Atleta               | Notas |
| ---- | -- | -------------------- | ----- |
| 1    | 7  | SLO Filip Flisar     | Q     |
| 2    | 10 | CAN Stanley Hayer    | Q     |
| 3    | 26 | JPN Hiroomi Takizawa |       |
| 4    | 18 | USA Casey Puckett    |       |

| Pos. | Nº | Atleta                    | Notas |
| ---- | -- | ------------------------- | ----- |
| 1    | 2  | CAN Christopher Del Bosco | Q     |
| 2    | 23 | SWE Tommy Eliasson        | Q     |
| 3    | 15 | SUI Conradign Netzer      |       |
| 4    | 31 | SUI Beni Hofer            |       |

#### Quartas de final
Os vencedores e segundos colocados da segunda fase avançaram para as quartas de final. Nesta fase, os dois melhores avançam para as semifinais.
| Pos. | Nº | Atleta             | Notas |
| ---- | -- | ------------------ | ----- |
| 1    | 1  | SUI Michael Schmid | Q     |
| 2    | 25 | CAN Davey Barr     | Q     |
| 3    | 9  | JAM Errol Kerr     |       |
| 4    | 32 | SWE Eric Iljans    |       |

| Pos. | Nª | Atleta                | Notas |
| ---- | -- | --------------------- | ----- |
| 1    | 13 | FRA Enak Gavaggio     | Q     |
| 2    | 4  | AUT Andreas Matt      | Q     |
| 3    | 11 | CZE Tomáš Kraus       |       |
| 4    | 27 | SUI Richard Spalinger |       |

| Pos. | Nº | Atleta                | Notas |
| ---- | -- | --------------------- | ----- |
| 1    | 5  | NOR Audun Grønvold    | Q     |
| 2    | 12 | AUS Scott Kneller     | Q     |
| 3    | 14 | FRA Sylvain Miaillier |       |
| 4    | 30 | AUT Markus Wittner    |       |

| Pos. | Nº | Atleta                    | Notas |
| ---- | -- | ------------------------- | ----- |
| 1    | 2  | CAN Christopher Del Bosco | Q     |
| 2    | 7  | SLO Filip Flisar          | Q     |
| 3    | 23 | SWE Tommy Eliasson        |       |
| 4    | 10 | CAN Stanley Hayer         |       |

#### Semifinais
Nas semifinais, os oito atletas classificados na fase anterior largaram em dois grupos de 4 competidores. Os vencedores e os segundos colocados foram para a Grande Final, e os dois últimos para a Pequena Final.
| Pos. | Nº | Atleta             | Notas |
| ---- | -- | ------------------ | ----- |
| 1    | 1  | SUI Michael Schmid | Q     |
| 2    | 4  | AUT Andreas Matt   | Q     |
| 3    | 25 | CAN Davey Barr     |       |
| 4    | 13 | FRA Enak Gavaggio  |       |

| Pos. | Nº | Atleta                    | Notas |
| ---- | -- | ------------------------- | ----- |
| 1    | 5  | NOR Audun Grønvold        | Q     |
| 2    | 2  | CAN Christopher Del Bosco | Q     |
| 3    | 12 | AUS Scott Kneller         |       |
| 4    | 7  | SLO Filip Flisar          |       |

#### Finais
Pequena Final (5º ao 8º lugares)
| Pos. | Nº | Atleta            | Notas |
| ---- | -- | ----------------- | ----- |
| 5    | 13 | FRA Enak Gavaggio |       |
| 6    | 25 | CAN Davey Barr    |       |
| 7    | 12 | AUS Scott Kneller |       |
| 8    | 7  | SLO Filip Flisar  | DNF   |

Grande Final
| Pos.              | Nº | Atleta                    | Notas |
| ----------------- | -- | ------------------------- | ----- |
| Medalha de ouro   | 1  | SUI Michael Schmid        |       |
| Medalha de prata  | 4  | AUT Andreas Matt          |       |
| Medalha de bronze | 5  | NOR Audun Grønvold        |       |
| 4                 | 2  | CAN Christopher Del Bosco | DNF   |

Legenda
| Recorde mundial      | Recorde mundial (World record)               |                       | Recorde africano                      | Recorde africano (African) |                                           | Q | Classificado por posição (Qualified) |
| Recorde olímpico     | Recorde olímpico (Olympic record)            | Recorde da América    | Recorde da América (Americas)         | q                          | Classificado por melhor tempo (Qualified) |   |                                      |
| Melhor marca do ano  | Melhor marca do ano (World leading)          | Recorde asiático      | Recorde asiático (Asian)              | DNS                        | Não largou (Did not start)                |   |                                      |
| Recorde nacional     | Recorde nacional (National record)           | Recorde europeu       | Recorde europeu (European)            | DNF                        | Não terminou (Did not finish)             |   |                                      |
| Recorde pessoal      | Recorde pessoal do atleta (Personal best)    | Recorde da Oceania    | Recorde da Oceania (Oceania)          | DSQ / DQ                   | Desclassificado (Disqualified)            |   |                                      |
| Recorde da temporada | Recorde da temporada do atleta (Season best) | Recorde sul-americano | Recorde sul-americano (South America) | NM                         | Sem marca (No mark)                       |   |                                      |